# Переменные Мандельштама
Переменные Мандельштама — три скалярные релятивистские инвариантные величины, сохраняющиеся в процессе рассеяния двух элементарных частиц с образованием двух новых или сохранением двух старых элементарных частиц или в процессе распада одной элементарной частицы на три. Обычно обозначаются как {\displaystyle s,t,u}. Были введены американским физиком Стэнли Мандельштамом (1928—2016) в 1958 году.
Процесс рассеяния можно полностью описать, задав значения только двух переменных Мандельштама. Каждая из них равна квадрату полной энергии некоторой пары частиц в той системе координат, в которой их центр покоится.

## Определение
Рассмотрим процесс рассеяния двух элементарных частиц с векторами энергии-импульса
{\displaystyle p_{1},p_{2}} и образования после взаимодействия двух новых или сохранения двух старых элементарных частиц с векторами энергии-импульса {\displaystyle p_{3},p_{4}}. Соотношения между энергией и массой имеют вид:
{\displaystyle p_{i}^{2}=g_{\mu \nu }p_{i}^{\mu }p_{i}^{\nu }=m_{i}^{2}c^{2}.}
В пространстве-времени с метрикой {\displaystyle \mathrm {diag} (1,-1,-1,-1)} они приобретают вид
{\displaystyle m_{i}^{2}c^{4}=E_{i}^{2}-p_{i}^{2}c^{2},}
или в релятивистских единицах {\displaystyle (c=1)}
{\displaystyle m_{i}^{2}=E_{i}^{2}-p_{i}^{2}.}
Здесь {\displaystyle i=1,2,3,4} — индекс элементарной частицы. Сохранение каждой компоненты вектора энергии-импульса выражается уравнением:
{\displaystyle p_{1}+p_{2}=p_{3}+p_{4}.}
Из этого уравнения можно получить три переменных Мандельштама в релятивистских единицах {\displaystyle (c=1)}:
- {\displaystyle s=(p_{1}+p_{2})^{2}=(p_{3}+p_{4})^{2}}
- {\displaystyle t=(p_{1}-p_{3})^{2}=(p_{2}-p_{4})^{2}}
- {\displaystyle u=(p_{1}-p_{4})^{2}=(p_{2}-p_{3})^{2}}

## Свойства
Переменные Мандельштама связаны соотношением:
| {\displaystyle s+t+u=m_{1}^{2}+m_{2}^{2}+m_{3}^{2}+m_{4}^{2}.} |

Для вывода используем два соотношения:
- Квадраты четырёхимпульсов равны квадратам масс:

{\displaystyle p_{i}^{2}=m_{i}^{2}}
- Сохранение четырёхимпульса:

{\displaystyle p_{1}+p_{2}=p_{3}+p_{4}}
{\displaystyle p_{1}=-p_{2}+p_{3}+p_{4}}
Таким образом:
{\displaystyle s=(p_{1}+p_{2})^{2}=p_{1}^{2}+p_{2}^{2}+2p_{1}\cdot p_{2}}
{\displaystyle t=(p_{1}-p_{3})^{2}=p_{1}^{2}+p_{3}^{2}-2p_{1}\cdot p_{3}}
{\displaystyle u=(p_{1}-p_{4})^{2}=p_{1}^{2}+p_{4}^{2}-2p_{1}\cdot p_{4}}
Суммируя и подставляя квадраты масс, получаем:
{\displaystyle s+t+u=m_{1}^{2}+m_{2}^{2}+m_{3}^{2}+m_{4}^{2}+2p_{1}^{2}+2p_{1}\cdot p_{2}-2p_{1}\cdot p_{3}-2p_{1}\cdot p_{4}}
Замечаем, что последние четыре слагаемых обращаются в нуль в силу сохранения четырёхимпульса:
{\displaystyle 2p_{1}^{2}+2p_{1}\cdot p_{2}-2p_{1}\cdot p_{3}-2p_{1}\cdot p_{4}=2p_{1}\cdot (p_{1}+p_{2}-p_{3}-p_{4})=0}
Таким образом:
{\displaystyle s+t+u=m_{1}^{2}+m_{2}^{2}+m_{3}^{2}+m_{4}^{2}}